# Eupelmus pallicornis
Eupelmus pallicornis is een vliesvleugelig insect uit de familie Eupelmidae. De wetenschappelijke naam is voor het eerst geldig gepubliceerd in 1993 door Gijswijt.